# ブィドゴシュチュ中央駅

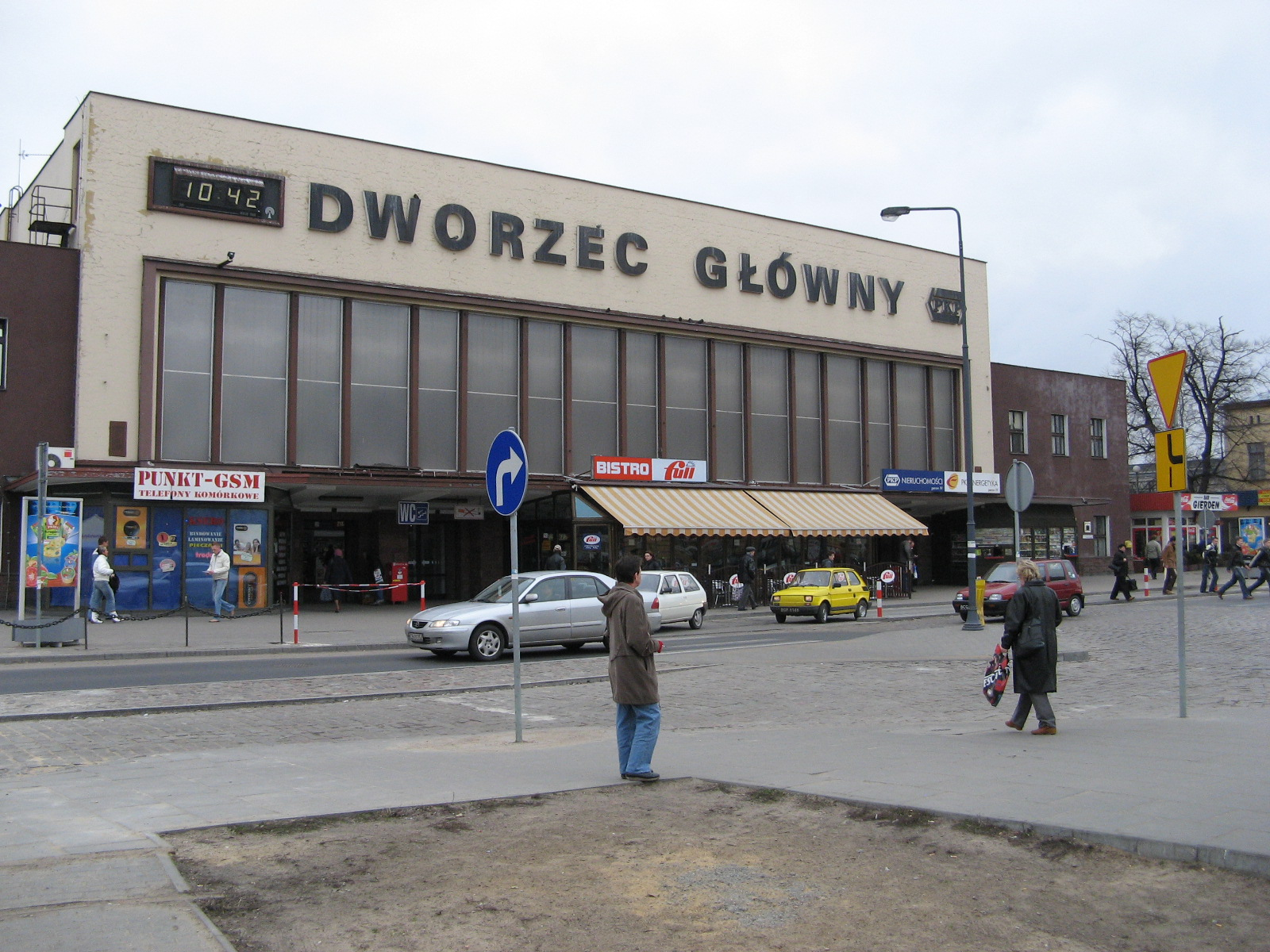
ブィドゴシュチュ中央駅

ブィドゴシュチュ中央駅（Bydgoszcz Główna）は、ポーランドの鉄道駅。クヤヴィ・ポモージェ県において中心的な役割を果たす駅で、ポーランド各地と結ばれている。ホームは9番線まであり、5本の線路が走っている。

## 路線
以下の路線などがブィドゴシュチュ中央駅に停車する。
- クトノ駅 – ピワ中央駅

ピワ中央駅まで約1時間程度
- ホジェフ・バトリ駅 – チェフ駅

チェフまで約1時間半程度
- ポズナニ東駅 – ブィドゴシュチュ中央駅
- チシュケフコ – ブィドゴシュチュ中央駅

また、一日に4本ほどワルシャワ行きの長距離列車も発着する。所要時間は4時間程度。グディニャ発、グダンスク経由の長距離列車もブィドゴシュチュ中央駅に停車し、ポズナニやカトヴィツェへと向かう。

## 駅付近の建造物、施設
- バス停留所（ジグムント・アウグスト通りにある）

## 写真

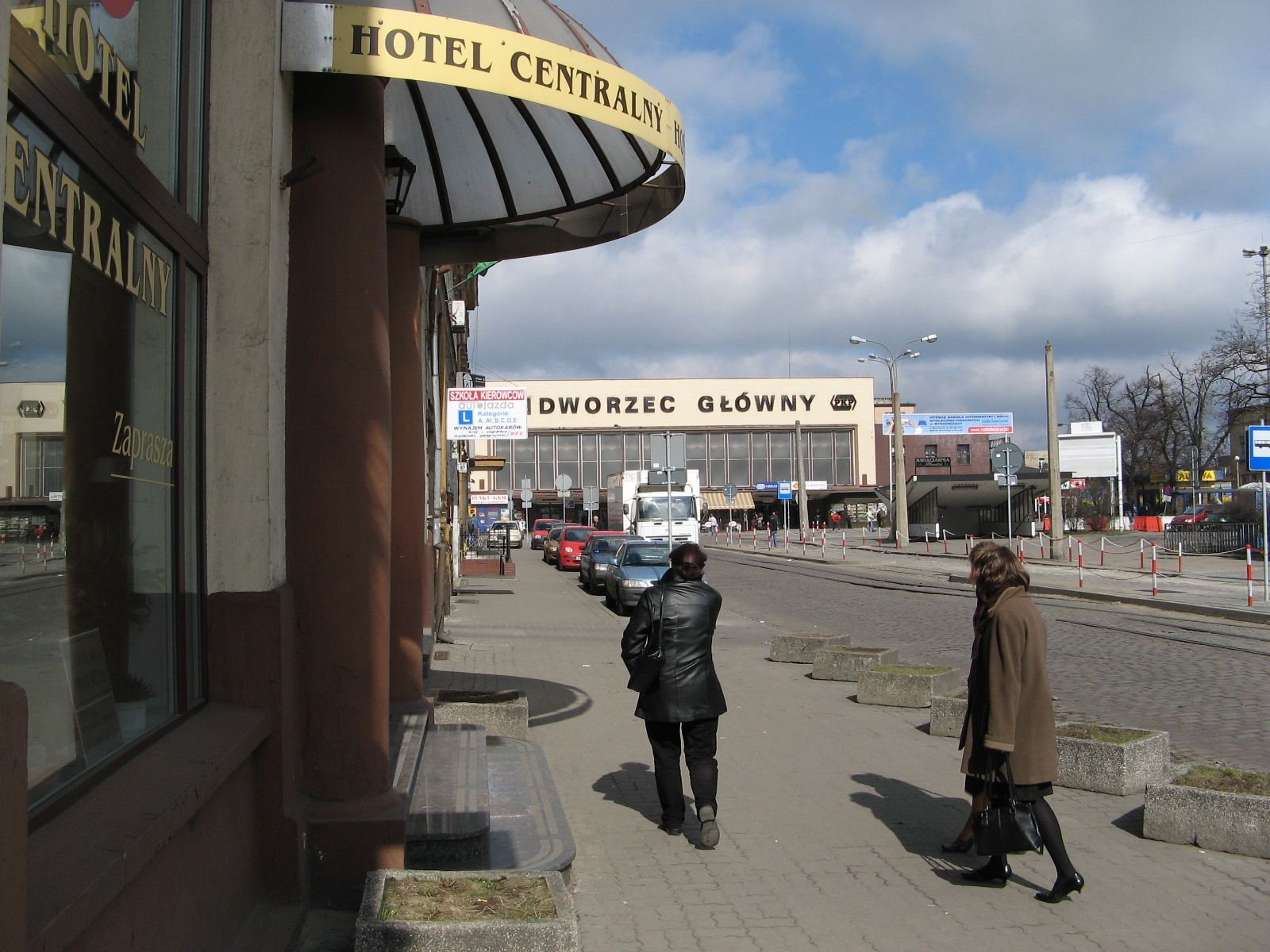
駅近くのホテルより駅を眺める
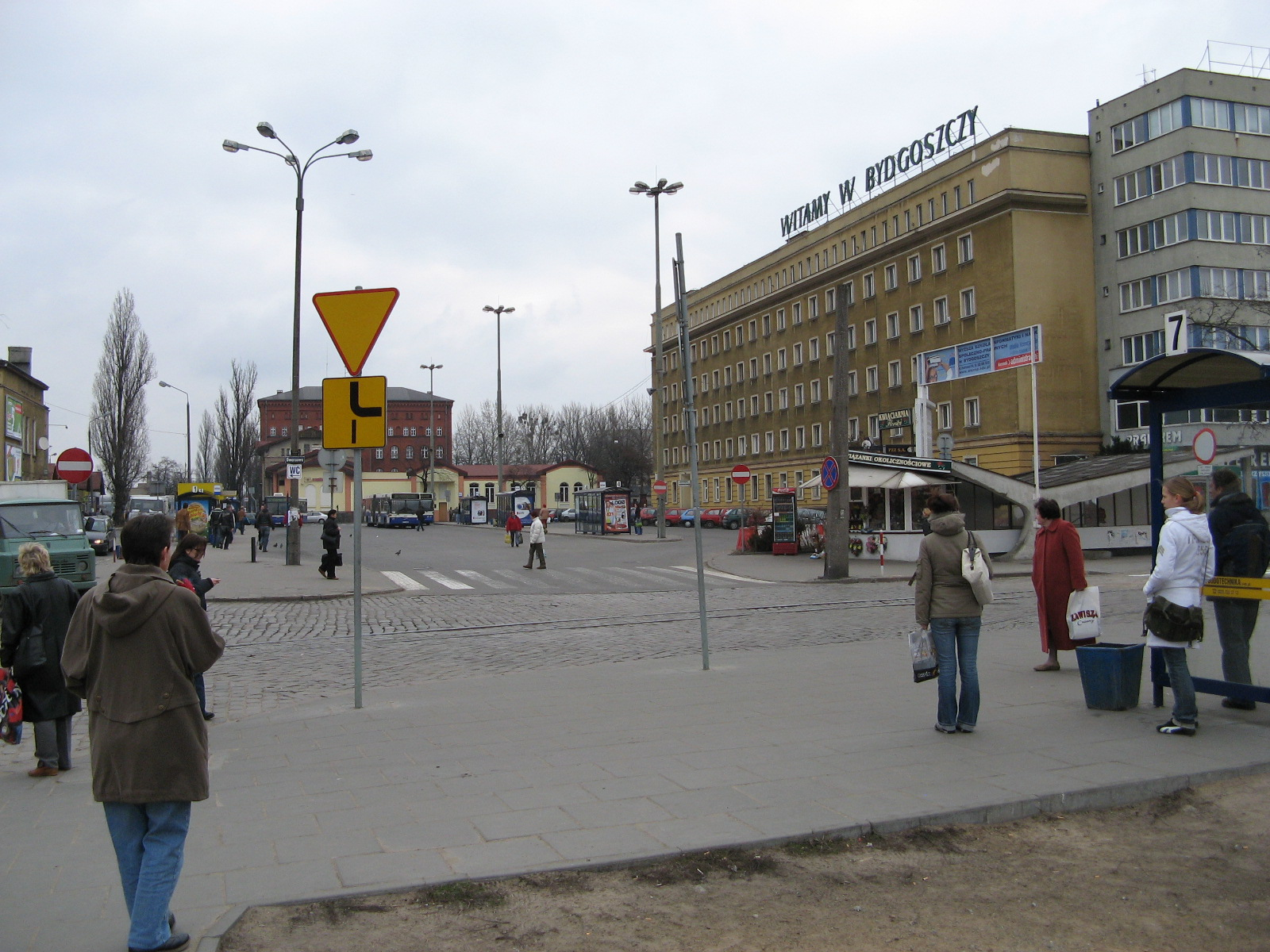
バスの停留所付近
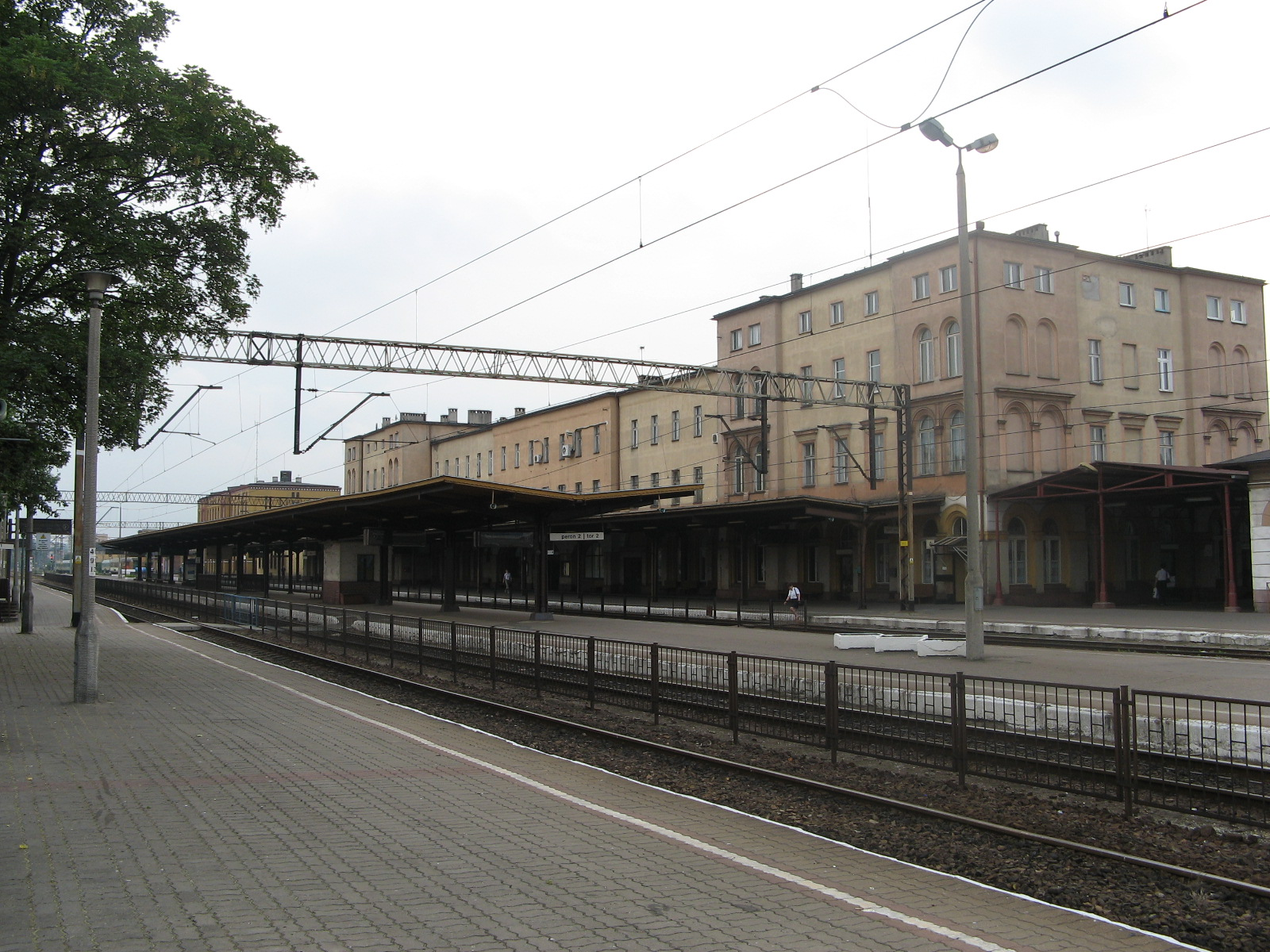
1番、2番ホーム